# Leo van der Pluym
Leo van der Pluym (Dussen, Werkendam, 10 de febrer de 1935) va ser un ciclista neerlandès, que fou professional entre 1956 i 1961.

## Palmarès
- 1954
  - 1r a Huijbergen
  - 1r a Kapelle
- 1956
  - 2n al Campionat dels Països Baixos en ruta

### Resultats al Tour de França
- 1956. 30è de la classificació general
- 1957. Abandona

### Resultats a la Volta a Espanya
- 1958. Abandona